# I. Alexiosz trapezunti császár
I. Komnénosz vagy Megasz Komnénosz Alexiosz (görögül: Αλέξιος Α΄ Μέγας Κομνηνός), (1182 – 1222. február 1.) a Trapezunti Császárság alapítója, és első császára 1204-től haláláig.

## Születése
I. Andronikosz bizánci császár unokája és Katay grúziai hercegnő dédunokájaként született. Atyját, Andronikosz császár Mánuel nevű fiát olyan brutálisan vakították meg, hogy belehalt (1185?). Két gyermeket hagyott maga után, Alexioszt és Dávidot, míg felesége feltehetően visszamenekült Grúziába vagy a Fekete-tenger déli partvidékére.

## Az új császárság megalapítása
Egy hónappal Konstantinápoly 1204-ben bekövetkezett eleste előtt Alexiosz és Dávid megszállta Trapezunt (ma Trabzon) városát egy I. Tamar grúz királynő által küldött kontingens segítségével. Ekkor még csak 22 éves volt. A Komnénoszok népszerűek voltak a Fekete-tenger partvidékén, azon a vidéken, ahonnan eredetileg származtak. Trapezunt mellett Szinope és az Andronikosz által építtetett Oinaion is a hűségére tért. A császár öccse, Dávid helyi zsoldosok és grúz csapatok segítségével megszerezte magának Pontoszt és Paphlagóniát, ezzel együtt a Komnénoszok ősi kastélyát is Kastamonuban. Nyugaton egészen Hérakleia Pontikáig (ma Eregli) jutott el, megközelítve ezzel Konstantinápolyt.
Alexiosz felvette a Megasz Komnénosz (Nagy Komnénosz) nevet és császárrá kiáltotta ki magát, társuralkodója a katonai szempontból sokkal aktívabb Dávid lett. Az új cím és dinasztia 257 éven keresztül fennmaradt – a krónikás pátriárka, Johannesz Besszárion szerint a bizánci történelem során a leghosszabb ideig. Birodalma Hérakleiától egészen Szótérioupoliszig húzódott a grúz határon. Ezen kívül Alexiosz vazallusává tett több várost a Krím félszigeten (például Pantikapaion, Kherszonészosz), amiket Perateia (Tengerentúl) néven egyesített tartománnyá. 1214-ben a törökök elfoglalták Szinopét, így Trapezunt elszigetelődött a Nikaiai Császárságtól. A császárság külpolitikája ezután új szomszédaira: Grúziára, a török Ikóniumi Szultánságra, a környező itáliai (elsősorban genovai) területekre valamint Erzerum és Erzincan emírségeire fókuszált.
A megalakuló birodalmat sok veszély fenyegette. Eleinte az Laszkarisz Theodor által megalapított Nikaiai Császárság jelentett veszélyt, amit a török hódítás végül kiküszöbölt. Emellett Amiszosz városa enklávét alkotott Szabbasz Aszidénosz vezetésével, Philadelphia az őrült Theodor Makaphész, a Menderes völgye pedig Manuel Maurozomész kezében volt. Maurozomész azzal szilárdította meg pozícióját, hogy leányát a Anatólia nagyját uraló ikóniumi I. Kai Khusrau szeldzsuk szultánhoz adta feleségül. Még a Konstantinápolyi Latin Császárság és a Trója környékén élő örmény kolónia is igényt formált a Trapezunti Császárság nyugati területeire, ám ez nem volt reális elképzelés. Alexiosz fő szövetségesei az első időkben a grúzok voltak.

## Szeldzsuk és nikaiai háborúk
Szabbaszt és az őrült Makaphészt I. Theodórosz nikaiai császár azonnal térdre kényszerítette, míg a latinoknak Európában kellett hadakozniuk a bolgárokkal. Immár csak az 1206-ban birodalmat alapító Laszkariszok uralta Nikaia és a szeldzsuk Ikónium jelentett fenyegetést Trapezuntra.
I. Kai Khosrau 1205 táján sikertelenül megostromolta Trapezuntot. A császár öccse, Dávid a nikaiai császárt provokálta fel, amikor tábornokát, Szünadénoszt Nikomédia megszállására küldte. I. Theodórosz könnyedén kivédte a támadást. A hadvezért fogságba vetették, Dávid pedig kénytelen volt Hérakleiát Trapezunt keleti határának elismerni, ám ellenfele még ennél is keletebbre szorította. Dávid ekkor igénybe vette a latinok segítségét, akik megrohanták Nikomédiát, így végül a támadás beszüntetésére kényszerítették Theodort.
A Thierri de Loos vezette latinoknak hamarosan vissza kellett vonulniuk, hogy kivédjenek egy újabb bolgár támadást Thrákiában. Dávid a segítségüket élelmiszerszállítással ellentételezte. Az ügyeket koronás bátyjánál erősebben kézben tartó herceg a latin császár hűségére akart térni, tudva, hogy ez a névleges aktus erős szövetséget jelentene Nikaia ellen. Így megerősítve a Trapezunti Császárság helyzetét, kis csapattal betört a Nikaiai Császárságba. Katonái felprédálták a vidéket, A herceg pedig visszavonult. A dombos területre óvatlanul betörő mintegy 300 nyugati zsoldosát Andronikosz Gidosz nikaiai tábornok szétverte.
1214-ben I. Kay Ka'us szultán bevette Szinopét, megölte Dávidot és Alexioszt katonai segítségnyújtásra és rendszeres sarcfizetésre kötelezte. Ekkor Trapezunt nyugati határa jócskán keletebbre tolódott – az ország hossza alig 420 kilométerre zsugorodott, míg szélessége egy vékony tengerparti sávra olvadt. A fővárost bevehetetlennek tartották: enyhe éghajlat, szőlőt és olajbogyót bőségesen termő talaj, kiváló vízellátás és dús erdők biztosították számára a tartalékokat.
Az Ázsia gyöngyszemének tekintett város lakói trapezunti Szent Eugéniosz pártfogását is élvezték hiedelmük szerint.

## Család és örökösödés
Alexiosz egy trapezunti nemesember leányát, Theodóra Axukhinát vette feleségül, akiből így császárné lett. Tőle két fia született, akik mindketten trónra léptek a későbbiekben: János és Mánuel. Lányát a hadvezér, Gidosz Andronikosz vette feleségül.
Alexiosz 40 évesen hunyt el 1222. február 1-jén, tizennyolcévi uralkodás után. Idősebbik fia helyett vejére, Andronikoszra hagyta a trónt.